# 天神コア
天神コア（てんじんコア）は、福岡県福岡市中央区天神において大手私鉄である西日本鉄道（西鉄）が運営していたファッションビル。天神エリアの再開発計画である「福ビル街区建替プロジェクト」に伴い2020年（令和2年）3月31日をもって閉館した。
1976年（昭和51年）の開業であり、九州最大の繁華街である天神に建ち並ぶビルの中でも歴史の古いビルであり、西鉄が手がける初めての都市型ファッションビルであった。若者向けのショップが軒を連ね、特にギャル系ショップが多いが、6階には109MEN'Sなど男性向けショップも存在し、7階にはレストラン街もあった。地下2階 - 8階と屋上の全11フロアあった。

## 略歴・概要
1976年（昭和51年）6月5日にオープン。2006年11月に改装し、リニューアルオープン。2011年9月には43店舗を改装・新規入店し、より一新した。天神コアができる前は西鉄街や銀座通り商店街といった商店街であった。また、開業前の1975年6月22日には、テナント組織として「天神コア名店会」を結成している。商店街時代からこの地に店を構え、天神コアに出店している店舗もあった。
「コアとあなたは『暮らすメイト』」をコンセプトに、「新宿、原宿のセンスを福岡に直輸入する」をキャッチフレーズに据えた。天神の中心地においてギャル系ファッションビルとして最先端のトレンドを発信し続け、福岡・天神の「ギャルの聖地」「若者文化の情報発信基地」としての地位を確立していた。来館者数は、平日で約4万人、土日祝日で約7万人。全館売上高は、約129億6千万円（2006年度実績）。
地下2階から6階までと8階はファッションのフロア（地階は飲食店街、福家書店、2階にはヘアサロン）、7階は飲食店街である。屋上は緑化されており、無料で休憩できるスペースとなっている。2007年3月まで6階にて営業していた紀伊国屋書店は、ゆめタウン博多へ移転（その後博多バスターミナルに出店）。2007年9月25日、その跡に東急モールズデベロップメントが運営する109が「109MEN'S 天神コア」として、12店舗の男性向けショップを出店した。天神ビブレも同一のビルに入居しており、渡辺通りに面したビルの西側半分が天神コアである。連絡通路があり、回遊できる。
ルビンの壺をベースとしたロゴマークは、福田繁雄によってデザインされた。「出会い」や「コミュニケーション」の意味が込められたもので、天神のローマ字表記の頭文字「T」を中心に人の顔が向かい合っているというものである。
しかし福岡市が進める天神ビッグバン計画で2020年3月31日をもって閉館。跡地は隣接する福岡ビル・天神ビブレとともに、2024年に商業施設・オフィス・ホテルの大型複合ビル（（仮称）福ビル街区建替プロジェクト）に再開発される予定である。複合ビルの名前は2024年4月に「ONE FUKUOKA BLDG.（ワン・フクオカ・ビルディング、略称：ワンビル）」と決定し、2025年4月24日に開業した。

## ギャラリー

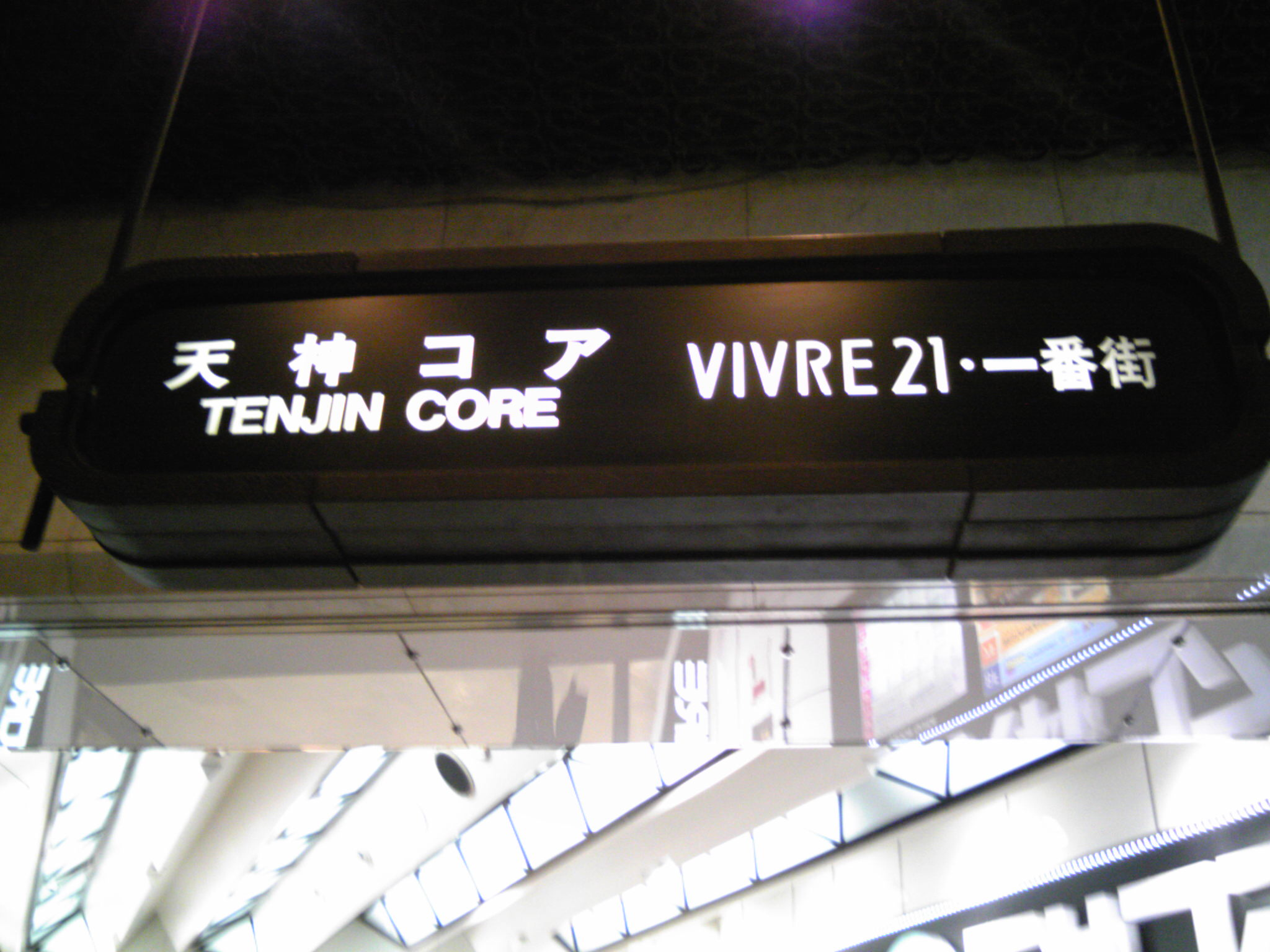
天神地下街側の入口看板 （2010年（平成22年）10月撮影） 2012年（平成24年）までVIVRE21のロゴや（天神）一番街の表示が残っていた。
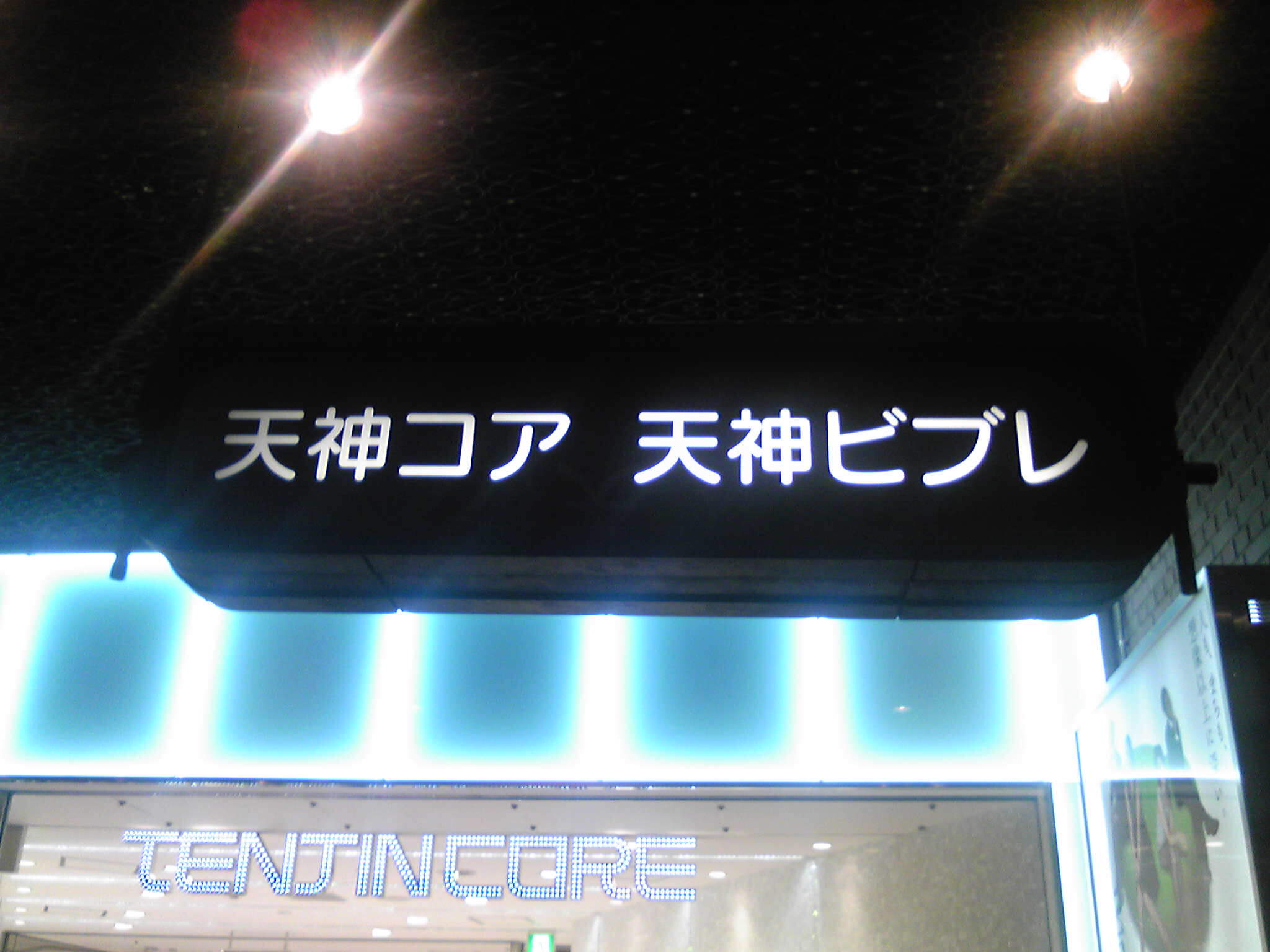
天神地下街側の入口看板 （2012年（平成24年）11月撮影） 左記画像の差し替え版 2014年（平成26年）に看板ごと撤去されたため、現存しない。